# Dürbaumgletscher
Der Dürbaumgletscher ist ein Gletscher an der Borchgrevink-Küste des ostantarktischen Viktorialands. In den Random Hills nördlich des Mount Melbourne fließt er in südlicher Richtung zum Campbell-Gletscher, den er östlich des Bier Point erreicht.
Wissenschaftler der deutschen Expedition GANOVEX IV (1984–1985) benannten ihn. Namensgeber ist der deutsche Geophysiker Hans-Jürgen Dürbaum (1928–2011), Leiter dieser Forschungsreise.